# Intel 80188
Intel 80188（インテル - ）は、インテルが開発した16ビットマイクロプロセッサ、ないし、（80186同様の）マイクロコントローラ。
80186の外部データバスを8ビットとして低コストなシステム向けとしたもので、この関係は、8086に対する8088の関係の相似である。
iAPX188とも呼ばれた。